# Maščevalci: Brezmejna vojna
Maščevalci: Brezmejna vojna je ameriški superjunaški film iz leta 2018, ki temelji na ekipi superjunakov iz Marvelovih stripov. Produciral ga je Marvel Studios in distributiral Walt Disney Studios Motion Pictures. Je nadaljevanje filmov Maščevalci (2012) in Maščevalci: Ultronova doba (2015) ter 19. film v kinematografskem vesolju Marvel (MCU). Film sta režirala Anthony in Joe Russo, scenarij pa sta napisala Christopher Markus in Stephen McFeely. V filmu igrajo Robert Downey Jr., Chris Hemsworth, Mark Ruffalo, Chris Evans, Scarlett Johansson, Benedict Cumberbatch, Don Cheadle, Tom Holland, Chadwick Boseman, Paul Bettany, Elizabeth Olsen, Anthony Mackie, Sebastian Stan, Danai Gurira, Letitia Wright, Dave Bautista, Karen Gillan, Zoe Saldaña, Josh Brolin in Chris Pratt. V filmu Maščevalci in Varuhi galaksije poskušajo Thanosu preprečiti, da bi zbral šest močnih kamnov neskončnosti kot del njegovega prizadevanja, da bi pobil polovico vsega življenja v vesolju.
Film je bil napovedan oktobra 2014. Brata Russo sta bila za režijo najeta aprila 2015, mesec kasneje pa sta Markus in McFeely napisala scenarij za film. Leta 2016 je Marvel objavil naslov filma, Maščevalci: Brezmejna vojna. Snemanje se je začelo januarja 2017 v studijih Pinewood Atlanta v okrožju Fayette v Georgii. Produkcija je trajala do julija 2017, snemanje pa je potekalo neposredno z neposrednim snemanjem filma Maščevalci: Zaključek (2019). Dodatno snemanje je potekalo na Škotskem, v središču Atlante in New Yorku. Z ocenjenim proračunom 325–400 milijonov dolarjev je film postal eden najdražjih filmov, ki so bili kdajkoli posneti.
Film Maščevalci: Brezmejna vojna je bil premierno predvajan v gledališču Dolby v Hollywoodu v Los Angelesu 23. aprila 2018, v Združenih državah pa je bil izdan 27. aprila kot del tretje faze MCU. Film je prejel pohvale kritikov za Brolinov nastop in režijo bratov Russo, pa tudi za vizualne prizore, akcijske prizore, temačen ton, čustveno težo in filmsko glasbo. Bil je velik blagajniški uspeh, saj je bil četrti film in prvi superjunaški film , ki je zaslužil več kot 2 milijardi dolarjev po vsem svetu, podrl je številne rekorde blagajn in postal najbolj dobičkonosen film leta 2018 ter četrti najbolj dobičkonosen film v času izdaje po vsem svetu ter v Združenih državah in Kanadi. Med številnimi drugimi priznanji je bil nominiran za najboljše vizualne prizore na 91. podelitvi oskarjev. Nadaljevanje, Maščevalci: Zaključek je izšlo aprila 2019.

## Vsebina
Po pridobitvi kamna moči – enega od šestih kamnov neskončnosti – s planeta Xandar, Thanos in njegovi namestniki – Ebony Maw, Cull Obsidian, Proxima Midnight in Corvus Glaive – prestrežejo vesoljsko ladjo, ki prevaža preživele po uničenju Asgarda. Potem, ko onesposobi Thora, Thanos izvleče vesoljski kamen iz Tesseracta, premaga Hulka ter ubije Lokija in Heimdalla. Umirajoči Heimdall pošlje Hulka na Zemljo s pomočjo Bifrösta. Thanos in njegovi poročniki nato odidejo ter uničijo ladjo.
Kmalu zatem Hulk strmoglavi v Sanctum Sanctorum v New Yorku in se spremeni nazaj v Brucea Bannerja. Doktorja Stephena Strangea in Wonga opozori na Thanosov načrt, da bo uničil polovico vsega življenja v vesolju, in o tem obvesti tudi Tonyja Starka. Maw in Obsidian prideta po Časovni kamen od Strangea in pritegneta pozornost Petra Parkerja. Maw, ki zaradi Strangeove očaranosti ne more vzeti Časovnega kamna, ga ujame. Stark in Parker se pritihotapita na Mawovo vesoljsko ladjo, medtem ko Wong ostane in straži Sanctum.
Varuhi galaksije se odzovejo na klic na pomoč asgardske ladje in rešijo Thora. Thor domneva, da Thanos išče kamen resničnosti, ki ga ima Taneleer Tivan na Knowhere. Z Rocketom in Grootom odpotuje v Nidavellir, da bi pridobil pomoč kralja škratov Eitrija pri izdelavi bojne sekire Stormbreaker. Pozneje med potovanjem Rocket podari Thoru novo oko, s katerim si Thor nadomesti svoje prejšnje desno oko, ki ga je izgubil v boju s Helo v Asgardu. Medtem pa Peter Quill, Gamora, Drax in Mantis odpotujejo v Knowhere in ugotovijo, da Thanos že ima kamen resničnosti. Thanos ugrabi Gamoro, katera razkrije lokacijo kamna duše, da reši meglico pred mučenjem. Na Vormirju čuvaj kamna, Rdeča lobanja, pove Thanosu, da ga lahko pridobi samo tako, da žrtvuje nekoga, ki ga ljubi. Thanos žrtvuje Gamoro in si s tem prisluži kamen.
Midnight in Glaive zasedeta Wanda Maximoff in Vision v Edinburghu, da pridobita Mind Stone v Visionovem čelu. Steve Rogers, Nataša Romanoff in Sam Wilson jih rešijo in poiščejo zavetje pri Jamesu Rhodesu in Bannerju v bazi Maščevalcev. Vision prosi Wando, naj uniči njega in Mind Stone, da ga obdrži pred Thanosom, vendar Wanda zavrne. Skupina odpotuje v Wakando, za katero Rogers meni, da ima sredstva za odstranitev kamna, ne da bi ubila Visiona.
Nebula pobegne iz ujetništva in prosi preostale varuhe, da se srečajo z njo na Thanosovem uničenem domačem svetu, Titanu. Stark in Parker ubijeta Mawa in rešita Strangea. Trio strmoglavi na Titanu, kjer sreča Quilla, Draxa in Mantisa. S pomočjo časovnega kamna si Strange ogleda milijone možnih načinov, pri čemer vidi le eno, v kateri zmagajo Maščevalci. Skupina naredi načrt za ukrotitev Thanosa in odstranitev njegove rokavice neskončnosti, s katero varno hrani in uporablja kamne. Kmalu zatem se pojavi Thanos, ki svoje načrte utemeljuje kot potrebne za zagotovitev preživetja prenaseljenega vesolja. Nebula prispe kmalu zatem in pomaga drugim ukrotiti Thanosa, vendar trdi, da je Thanos ubil Gamoro. Quill napade Thanosa in mu omogoči, da premaga skupino. Thanos pri tem hudo rani Starka, toda Strange uporabi Časovni kamen v zameno za to, da Starku reši življenje.
V Wakandi se Rogers ponovno združi z Buckyjem Barnesom, preden vdre Thanosova vojska. Maščevalci skupaj s T'Challo in wakandanskimi silami vzpostavijo obrambo, medtem ko Shuri poskuša pridobiti Mind Stone iz Visiona. Ker se ne more spremeniti v Hulka, Banner za boj uporabi Starkov oklep Hulkbuster. Thor, Rocket in Groot prispejo pomagati Maščevalcem. Skupaj ubijejo Midnight, Obsidian in Glaive ter premagajo Thanosovo vojsko. Shuri ne more dokončati ekstrakcije, preden Thanos prispe nabojišče; Maščevalci in njihovi zavezniki mu ne uspejo preprečiti, da bi dosegel Vision. Vision prepriča Wando, da uniči njega in Mind Stone, vendar Thanos uporabi Time Stone, da ne urtesniči njenih dejanja, odtrga kamen z Visionovega čela in dokonča Rokavico. Zatem Thor hudo rani Thanosa s Stormbreakerjem, s katerim ga zabode, vendar Thanos tleskne s prsti, da ga teleportira.
Polovica vsega življenja v vesolju umre, vključno z Barnesom, T'Challo, Grootom, Wando, Wilsonom, Mantisom, Draxom, Quillom, Strangeom, Parkerjem, Mario Hill in Nickom Furyjem, od katerih zadnji pošlje signal v sili na spremenjenem pozivnik, preden razpade. Stark in Nebula ostaneta ujeta na Titanu, medtem ko Banner, M'Baku, Okoye, Rhodes, Rocket, Rogers, Romanoff in Thor ostanejo na wakandanskem bojišču. Medtem pa Thanos opazuje sončni vzhod na oddaljenem planetu.

## Vloge
- Robert Downey Jr. – Tony Stark (Iron Man)
- Chris Hemsworth – Thor
- Mark Ruffalo – Bruce Banner (Hulk)
- Chris Evans – Steve Rogers (Stotnik Amerika)
- Scarlett Johansson – Nataša Romanoff (Črna vdova)
- Benedict Cumberbatch – Doktor Stephen Strange
- Don Cheadle – James "Rhodey" Rhodes (War Machine)
- Tom Holland – Peter Parker (Spider-Man)
- Chadwick Boseman – T'Challa (Črni panter)
- Paul Bettany – Vision
- Elizabeth Olsen – Wanda Maximoff
- Anthony Mackie – Sam Wilson (Falcon)
- Sebastian Stan – Bucky Barnes (Zimski vojak)
- Tom Hiddleston – Loki
- Idris Elba – Heimdall
- Peter Dinklage – Eitri
- Benedict Wong – Wong
- Pom Klementieff – Mantis
- Karen Gillan – Nebula
- Dave Bautista – Uničevalec Drax
- Zoe Saldaña – Gamora
- Vin Diesel – Groot
- Bradley Cooper – Rocket
- Gwyneth Paltrow – Pepper Potts
- Benicio del Toro – Taneleer Tivan (Zbiralec)
- Josh Brolin – Thanos
- Chris Pratt – Peter Quill (Kralj zvezd)